# 李大东
李大东（1938年2月—），男，祖籍山东德州，生于北京，中华人民共和国化学工程师、中国工程院化工、冶金与材料工程学部院士。

## 生平
1962年，毕业于北京大学化学系催化专业。任中国石化总公司石油化工科学研究院院长、高级工程师。长期从事炼油催化剂的基础和应用研究工作。与石亚华等合作，发明“RN一1加氢精制催化剂及工艺”。1972年，在石油化工科学研究院任技术员，历任室主任工程师、炼油部副主任。1987年11月至1988年11月，任石油化工科学研究院副总工程师，1988年11月至1991年9月，任石油化工科学研究院副院长，1991年9月至2003年12月，任石油化工科学研究院院长，2004年1月后，任石油化工科学研究院学术委员会主任。
1989年，获中国发明创造专利金奖，1990年获第五届全国发明展览会金奖，1991年，获国家科技进步奖一等奖。1990年被授予国家级有突出贡献的中青年科技专家称号。1991年，受到国务院的表彰。1994年，当选中国工程院化工、冶金与材料工程学部院士。

## 贡献
其团队研发的RN一1加氢精制催化剂及工艺是一种针对性的新塑催化剂，具有高的加氢活性，稳定性和优良的机械强度。能用于石脑油、焦化汽油、焦化柴油，重油催化裂化柴油等的加氢精制，提高了产品质量。并降低硫、氮含量，控制污染。